# Trân Châu
Trân Châu là một xã thuộc huyện Cát Hải, thành phố Hải Phòng, Việt Nam.

## Địa lý
Xã Trân Châu có vị trí địa lý:
- Phía bắc giáp xã Gia Luận
- Phía đông giáp xã Việt Hải và vịnh Bắc Bộ
- Phía nam giáp thị trấn Cát Bà và vịnh Bắc Bộ
- Phía tây giáp xã Xuân Đám, xã Hiền Hào và xã Gia Luận.

Xã Trân Châu có diện tích 42,36 km², dân số năm 1999 là 1.388 người, mật độ dân số đạt 33 người/km².
Xã Trân Châu có diện tích 43,2 km², dân số là khoảng 1.426 người, mật độ dân số đạt 33 người/km². 
Một số hòn đảo thuộc phạm vi quản lý của xã là hòn Kênh Mang, hòn Ó, hòn Cát Ông.

## Hành chính
Xã Trân Châu được chia thành 5 xóm: Bến, Liên Hòa, Minh Châu, Phù Cường, Liên Minh, Hải Sơn.